# The Night Before (película de 2015)
The Night Before es una película estadounidense de comedia navideña, estrenada en 2015. Tiene como actores principales a Seth Rogen, Joseph Gordon-Levitt, Anthony Mackie, Lizzy Caplan y Jillian Bell.

## Argumento
En la ciudad de Nueva York por su tradición anual de libertinaje en la víspera de Navidad, tres mejores amigos de toda la vida tendrán que buscar el santo grial de las fiestas de Navidad, ya que su reunión anual podría llegar a su fin.

## Reparto
- Joseph Gordon-Levitt como Ethan Miller.
- Seth Rogen como Issac Greenberg.
- Anthony Mackie como Chris Roberts.
- Lizzy Caplan como Diana.
- Jillian Bell como Betsy Greenberg.
- Heléne Yorke como Cindy.
- Michael Shannon como Mr. Green.
- Mindy Kaling como Sarah.
- Ilana Glazer como Rebecca Grinch.
- Lorraine Toussaint como Mrs. Roberts.
- Jason Mantzoukas como Bad Santa #1.
- Randall Park como Jefe de Ethan.
- Aaron Hill como Tommy.
- James Franco como él mismo.
- Miley Cyrus como ella misma.
- Baron Davis como él mismo.